# آرثر مارتينيلي
آرثر مارتينيلي (بالإنجليزية: Arthur Martinelli)‏ هو مصور سينمائي أمريكي، ولد في 29 أبريل 1881 في إيطاليا، وتوفي في 7 سبتمبر 1967 في هوليوود في الولايات المتحدة.